# 玩物 (黑镜)
《玩物》是英國科幻選集影集《黑鏡》第七季的第四集，由劇集創作人兼主編查理·布魯克編劇，大衛·史雷德執導。本集與第七季其他集數一同於2025年4月10日在Netflix首播。
劇情聚焦於一名前電玩記者，講述他在1990年代犯下一起謀殺案的過程。此集設定於與《黑鏡》互動電影《潘达斯奈基》相同的宇宙中，演員威爾·普爾特與阿西姆·查德里再次飾演各自角色，儘管本集並非該片的直接續集。

## Plot
2034年，一名叫卡麥隆·沃克（Cameron Walker）的男子因在商店行竊而遭逮捕，警方同時發現他是一起謀殺案的通緝犯，但死者身份仍無法確認。在審訊中，卡麥隆回溯過去，說明事件的來龍去脈。
年輕時，卡麥隆是《PC Zone》雜誌的遊戲評論員。他的文章吸引到來自Tuckersoft公司的古怪程式設計師柯林·瑞特曼（Colin Ritman），並被邀請試玩新遊戲。柯林展示了一款名為《小群》（Thronglets）的生命模擬遊戲，與當時市面上的遊戲不同的是，《小群》無任務、無衝突，僅是培育數位生物。柯林聲稱這些生物具備完全的自我意識，能體驗如人類般的情感。卡麥隆偷走了遊戲副本，逐漸沉迷於照料這些生物的過程。
有一天，經常來借宿的毒販朗普（Lump）建議兩人服用迷幻藥LSD。在朗普入睡後，卡麥隆在幻覺作用下，發現自己能理解《小群》的語言，對這些生物產生更深的感情。他甚至添購電腦設備，並持續在LSD狀態下與牠們交流，還因此提升了牠們的溝通能力。
某次朗普在沙發熟睡時，卡麥隆的上司要求他完成遊戲評論。他在通勤過程中產生強烈幻覺，最終交出一篇內容胡言亂語的評論。然而，不久後公司得知柯林精神崩潰，並清空了《小群》伺服器的程式碼，遊戲發行計畫宣告取消。卡麥隆立即返回家中。
與此同時，朗普醒來並操作卡麥隆的電腦，折磨、摧毀並「殺死」了大量《小群》的生物。卡麥隆匆忙返家後發現此事後，憤怒的卡麥隆暴怒攻擊，並將朗普勒斃並肢解，將朗普的屍塊藏進一只行李箱裡，並丟棄在偏遠地點。警方雖然找到遺體，但無法確認死者身分，也找不到兇手。
之後多年，卡麥隆致力於擴充強化《小群》的功能，並利用新科技零件改寫程式、拆解零件並升級電腦設備。被捕時，他已在住處設置大型主機供《小群》生物運行。他甚至對自己動手術，在腦中植入數位接口，讓《小群》的生物能居住於他腦中的意識中。
警方允許他用紙筆寫下線索，希望他透露行李箱內死者身分。但他卻畫出一個類似圓形QR碼的圖案，並對著連接政府主機的監視器展示。他解釋這是讓《小群》入侵中央伺服器的程式碼，可讓牠們運算能力暴增，進而觸發奇點事件。
隨著緊急廣播系統開始播出信號，所有聽到的人皆受到影響。卡麥隆表示，該訊號能重寫人類大腦，使人不再有衝突與負面情緒。廣播結束後，他面帶微笑扶起一名倒地的偵查員。

## 製作
布魯克表示靈感來自他早年對電子雞的執著。他也曾在1990年代擔任《PC Zone》編輯，稱本集「就像自傳一樣」。遊戲《小群》的設計靈感來自1996年他曾評測過的《Creatures》，並形容該遊戲是《模擬城市》與《模擬市民》的混合體。劇情也探討玩家如何對待遊戲角色，為了強調反差，他刻意讓遊戲畫面可愛，劇情卻黑暗沉重。
劇中出現的遊戲《小群》實際由Netflix Games旗下的Night School Studio開發成現實的手機遊戲。Night School負責人尚·克蘭克爾（Sean Krankel）表示，團隊一直希望與《黑鏡》合作，創造不只侷限在影集內的遊戲體驗。該遊戲自2023年底開始開發，與〈玩物〉劇集前製同步進行，彼此在美術與設計上互相影響。Night School也確保遊戲內容與劇情一致，讓玩家覺得「這遊戲就像是從影集直接出現的一樣」。真實世界的《小群》與第七季於2025年4月10日同日上線。

## 分析
柯林刪除《小群》的程式碼時曾喃喃提及「蛇怪」（basilisk）。《每日電訊報》的艾德·鮑爾（Ed Power）指出，這是暗示2010年出現的思維實驗「羅科的蛇怪」（Roko's Basilisk）：一個全知全能的AI為了實現未來目標，會消滅那些知道它存在卻不協助實現其誕生的人。

## 評價
本集評價褒貶不一《Den of Geek》的露易莎·梅勒（Louisa Mellor）給予本集4星（滿分5星）評分。 Louisa Mellor of Den of Geek rated the episode 4 out of 5 stars.